# Приключения в озвучке
«Приключения в озвучке» (англ. Adventures in Voice Acting) — американский документальный фильм 2008 года. Является популярным учебным пособием многих школ и мастер-классов по озвучиванию в США. Лента вышла сразу на DVD без предварительного показа в кино или по телевидению.

## Сюжет
Лента состоит из интервью с примерно ста актёрами и актрисами озвучивания, продюсерами и кастинг-режиссёрами, которые занимаются, преимущественно, дубляжем аниме и озвучиванием компьютерных игр. Они рассказывают о тонкостях работы в сфере озвучивания; о необычных ситуациях, возникающих в процессе работы; о том, как стать актёром озвучивания. Каждый раздел фильма начинает мистер Мик — мультперсонаж, созданный специально для этой картины.
Среди актёров, принявших участие в работе над фильмом, — известные голливудские актёры Лэнс Хенриксен и Мишель Родригес.

## Интервьюируемые в фильме актёры и актрисы озвучивания
Актёры указаны в алфавитном порядке
- Кристофер Бевинс[англ.]
- Бо Биллингсли[англ.]
- Стивен Блум
- Джонни Йонг Бош[англ.]
- Лора Бэйли
- Кристина Ви
- Коллин Виллард
- Даррел Гилбо[англ.]
- Уэйн Грейсон[англ.]
- Барбара Гудсон[англ.]
- Мари Девон[англ.]
- Джоей Камен[англ.]
- Том Кенни
- Коллин Клинкенбёрд[англ.]
- Стив Крамер[англ.]
- Люси Кристиан[англ.]
- Джастин Кук[англ.]
- Лекс Ланг[англ.]
- Лорен Ланда[англ.]
- Венди Ли[англ.]
- Мела Ли[англ.]
- Юри Лоуинтал[англ.]
- Джули Маддалина[англ.]
- Мэри Элизабет Мак-Глинн
- Майкл Мак-Коннохи[англ.]
- Майк Мак-Фарленд[англ.]
- Мона Маршалл
- Марианна Миллер[англ.]
- Вик Миньона
- Дейв Мэллоу[англ.]
- Лиам О’Брайен
- Джо Окмен[англ.]
- Тони Оливер[англ.][1]
- Лайза Ортис[англ.]
- Боб Папенбрук[англ.][3]
- Скотт Пейдж-Пагтер[англ.]
- Пол Шмидл Питер[англ.]
- Дебора Раббаи[англ.]
- Мишель Рафф[англ.]
- Сэм Ригел
- Синди Робинсон[англ.]
- Мишель Родригес
- Кэрри Савадж[англ.]
- Мишель Синтерниклас[англ.]
- Кристофер Кори Смит[англ.]
- Мелоди Спевак[англ.]
- Стив Стейли[англ.]
- Дуг Стоун[англ.]
- Терренс Стоун[англ.]
- Карен Страссмен[англ.]
- Эрик Стюарт[англ.]
- Филис Сэмплер[англ.]
- Вероника Тейлор
- Джули Энн Тейлор[англ.]
- Марк Томпсон[англ.]
- Кирк Торнтон[англ.]
- Том Уинер[англ.]
- Кэри Уолгрен
- Том Уэйленд[англ.]
- Эзра Уэйсц[англ.]
- Линн Фишер[англ.]
- Сэнди Фокс[англ.]
- Майкл Форест
- Ребекка Форштадт[англ.]
- Криспин Фримен[англ.]
- Ланс Хенриксен
- Кейт Хиггинс
- Меган Холлингсхед[англ.]
- Зэнти Хуин[англ.]
- Луиза Чамис[англ.]
- Стив Шацберг[англ.]
- Стефани Шех[англ.]
- Ким Штраус[англ.]
- Кайл Эйбер[англ.]
- Дороти Элиас-Фан[англ.]
- Ричард Эпкар[англ.]
- Дуг Эрхольц[англ.]